# Баликти (Федоровський район)
Баликти́ (каз. Балықты) — село у складі Федоровського району Костанайської області Казахстану. Входить до складу Вишневого сільського округу.
Населення — 84 особи (2021; 184 у 2009, 223 у 1999, 248 у 1989).